# Chunkey

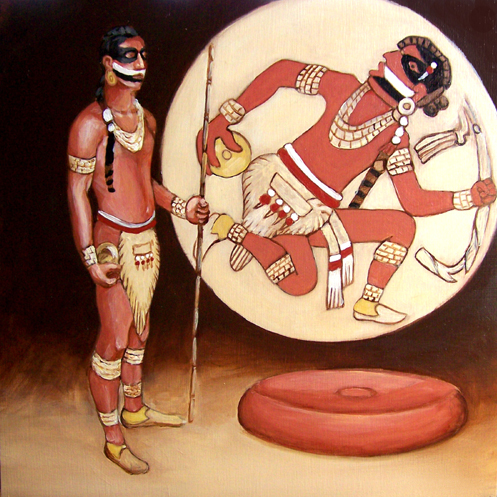
Ilustración de un jugador chunkey basado en un diseño de un pectoral de concha, de la Cultura misisipiana.

Chunkey (también conocido como Chunky, chenco, tchung-kee o el juego del aro y el palo) es un juego de origen nativo americano. Se jugaba haciendo rodar piedras en forma de disco por tierra y se arrojaban lanzas contra ellas en un intento de colocar la lanza lo más cerca posible de la piedra detenida.
Se originó alrededor del año 600 en la región de Cahokia, actualmente en los Estados Unidos (cerca de la actual St. Louis , Misuri). El chunkey se jugaba en terrenos grandes como de 19 hectáreas, que albergaban grandes audiencias formadas por el conjunto de la gente de la región —es decir los cahokianos, agricultores, inmigrantes, e incluso los visitantes—. Se continuó jugando después de la caída de la Cultura misisipiana, en 1500. Se jugaron variaciones en toda América del Norte. El etnógrafo James Adair tradujo la palabra, que significa «ejecutando trabajos forzados».
Con frecuencia, las apuestas se conectaban con el juego, con algunos jugadores que apostaban todo lo que poseían en el resultado del juego. Incluso, los jugadores llegaban a suicidarse.

## Representación gráfica
El bailarín halcón / guerrero / jugador chunkey fue una importante figura mitológica del complejo ceremonial del sureste. Se han encontrado muchas representaciones diferentes del tema en todo el sureste de América y el Medio Oeste. A pesar de las diferentes variantes de su representación que han aparecido a lo largo de muchos siglos diferentes, ciertos motivos se repiten:
- postura - Muchas representaciones gráficas del jugador chunkey muestran al participante en el acto de tirar la rueda de piedra.[2]
- palo roto - En general, se muestra el palo de chunkey como un palo desnudo, casi siempre roto. En el ciclo mitológico, esto puede significar que el juego ha terminado o que ha sido derrotado. Generalmente no se encuentran palos de chunkey en las excavaciones arqueológicas, aunque se ha encontrado una funda de cobre junto a piedras de chunkey en Mound 72 de Cahokias, pero es una excepción.[2]
- sombrero cilíndrico - Un sombrero con forma cilíndrica hecho de materiales desconocidos que únicamente se ve en los jugadores de chunkey.
- delantal en forma de corazón - Los arqueólogos teorizan que puede ser la representación gráfica de un cuero cabelludo humano unido al cinturón de la figura. Este motivo parece hacerse eco de los copos adornados, estilo de pelo (cabeza afeitada a excepción de la parte superior de los nudos) y otras decoraciones adjuntas —adornos de conchas, piedras y cobre— generalmente usados en las cabezas de las figuras mitológicas.[2]
- volante Magnum - Se trata de un adorno de forma extraña que consiste en bucles de líneas que cuelgan por encima y por debajo de la cinta del jugador chunkey. Se llama así por una placa de cobre misisipiana que se encontró en el montículo de Mangum Mound a Claiborne County, Mississippi donde se incluye este motivo.

Aunque la figura descrita como el bailarín halcón / guerrero / jugador chunkey no siempre se muestra jugando a chunkey, la presencia de muchos de los motivos ayuda a identificarlos como la misma figura. Algunos por lo general asociados con la figura, como el cuero cabelludo, cabezas cortadas, palos rotos de chunkey y el registro etnohistórico que lo asocia con los juegos de azar, parecen indicar la gravedad del juego. El precio de la derrota según el registro mitológico podía ser la pérdida de la vida por decapitación.

## Contacto post-europeo

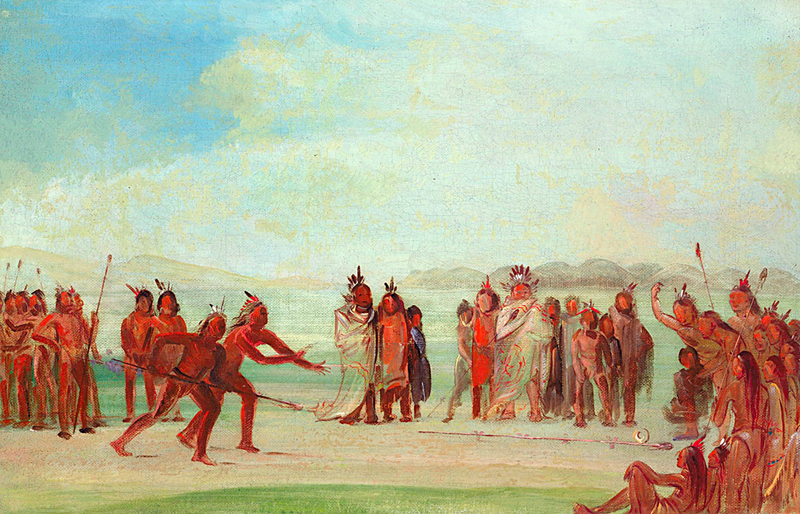
«Tchung-Kee, un jugador Mandan que juega con un anillo i un palo» del pintor George Catlin

Muchos nativos americanos continuaron jugando al chunkey mucho después del contacto europeo, incluyendo los creek, chickasaw, chumash, choctaw, y los mandan, como lo demuestra el pintor George Catlin en 1832:

El juego de Tchung-Kee [es] un bello ejercicio atlético, que los Mandan parece que lo practican casi sin parar, mientras que el tiempo es bueno, y no tienen nada más por el momento para reclamar su atención. Este juego es decididamente su diversión favorita, y se juega cerca del pueblo en un pavimento arcilla, que se ha utilizado con este fin hasta que se ha convertido en el más suave y dura como un suelo. ... El juego comienza con dos (uno de cada bando), que empiezan en un trote, tanto uno como otro, y rodando por delante de ellos, en el pavimento, un pequeño anillo de dos o tres pulgadas de de diámetro, cortado de una piedra; y cada uno sigue con su «tchung-kee» (un palo de seis pies de largo, con pequeños trozos de cuero que sobresalen por los lados de una pulgada o más de longitud), que se lanza ante él mientras corre, resbalando a lo largo de la tierra después que el anillo, tratando de colocarlo en una posición tal que cuando se pare, el anillo pueda caer sobre el y recibir una de las pequeñas proyecciones de cuero a través de 
él.
George Catlin, 1832

En la primera época colonial, seguía siendo el juego más popular entre los indios de América del Sureste. El terreno de juego de los creeks era una gran área cuidadosamente limpia y nivelada, rodeada de terraplenes a ambos lados, con un palo en el centro, y posiblemente otros dos en cada extremo. Los terrenos de juego se utilizaron para jugar otro juego indígena, el juego de pelota. Las piedras, objetos valiosos en sí mismos, eran propiedad de la ciudad o de los clanes, no de los individuos, y eran cuidadosamente conservadas.
- Los cherokees puntuaban su juego en términos lo cerca de la piedra que estaban ciertas marcas del poste de chunkey.
- Los chickasaws puntuaban su juego con un punto para la persona que tiraba el palo más cerca del disco, y dos puntos si el palo tocaba el disco.
- Los choctaws jugaban en un terreno de 3,7 mx 30 m de superficie. Los postes eran de madera de nogal, con cuatro muescas en el extremo frontal, una en el centro, y dos en el otro extremo. La puntuación dependía de qué conjunto de muescas estaba más cerca del disco. El juego terminaba cuando un jugador había llegado a doce puntos.

## Galería de imágenes

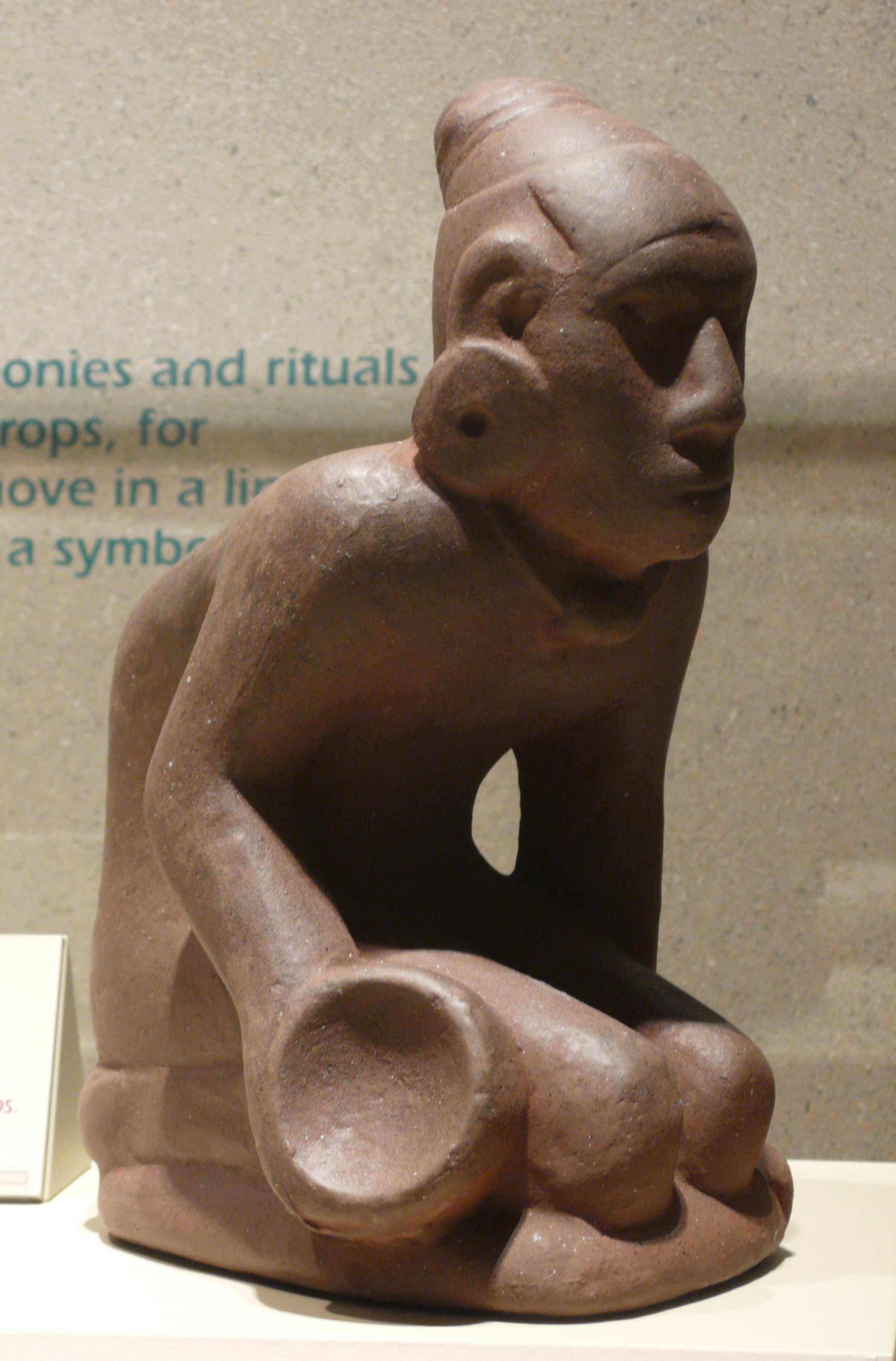
Figura de arcilla de Cahokia de un jugador de chunkey
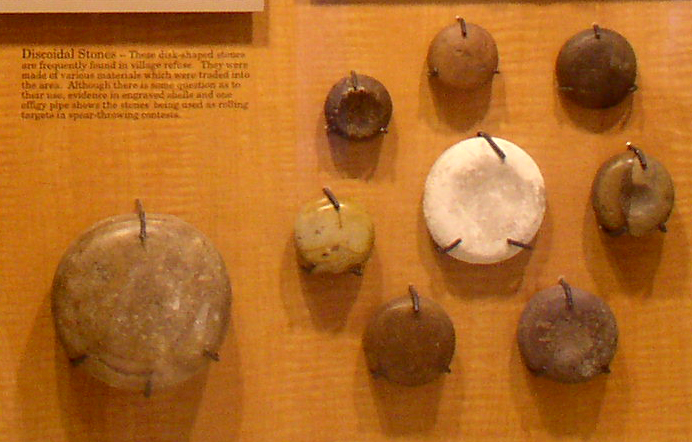
Piedras discoidales de la cultura Plaquemine
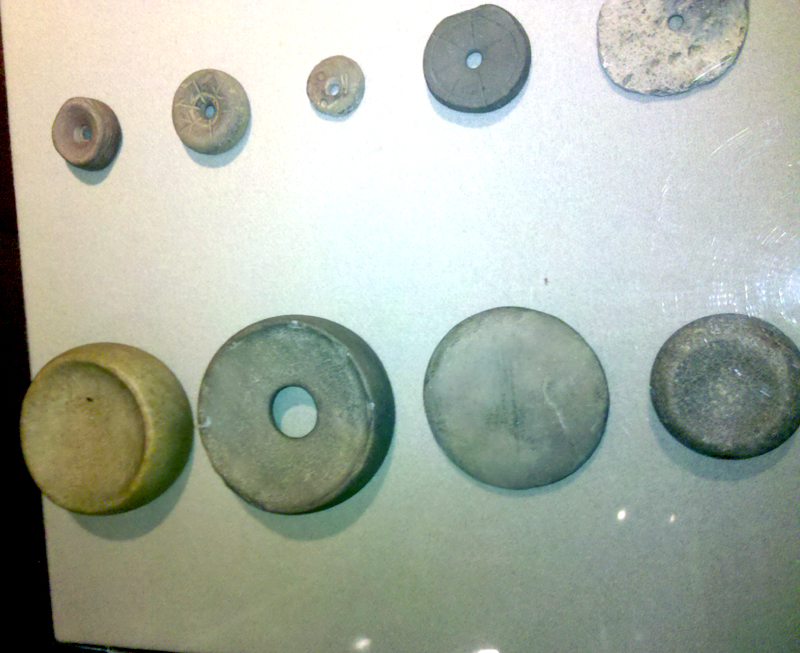
Piedras discoidales de la cultura Fort antiguo
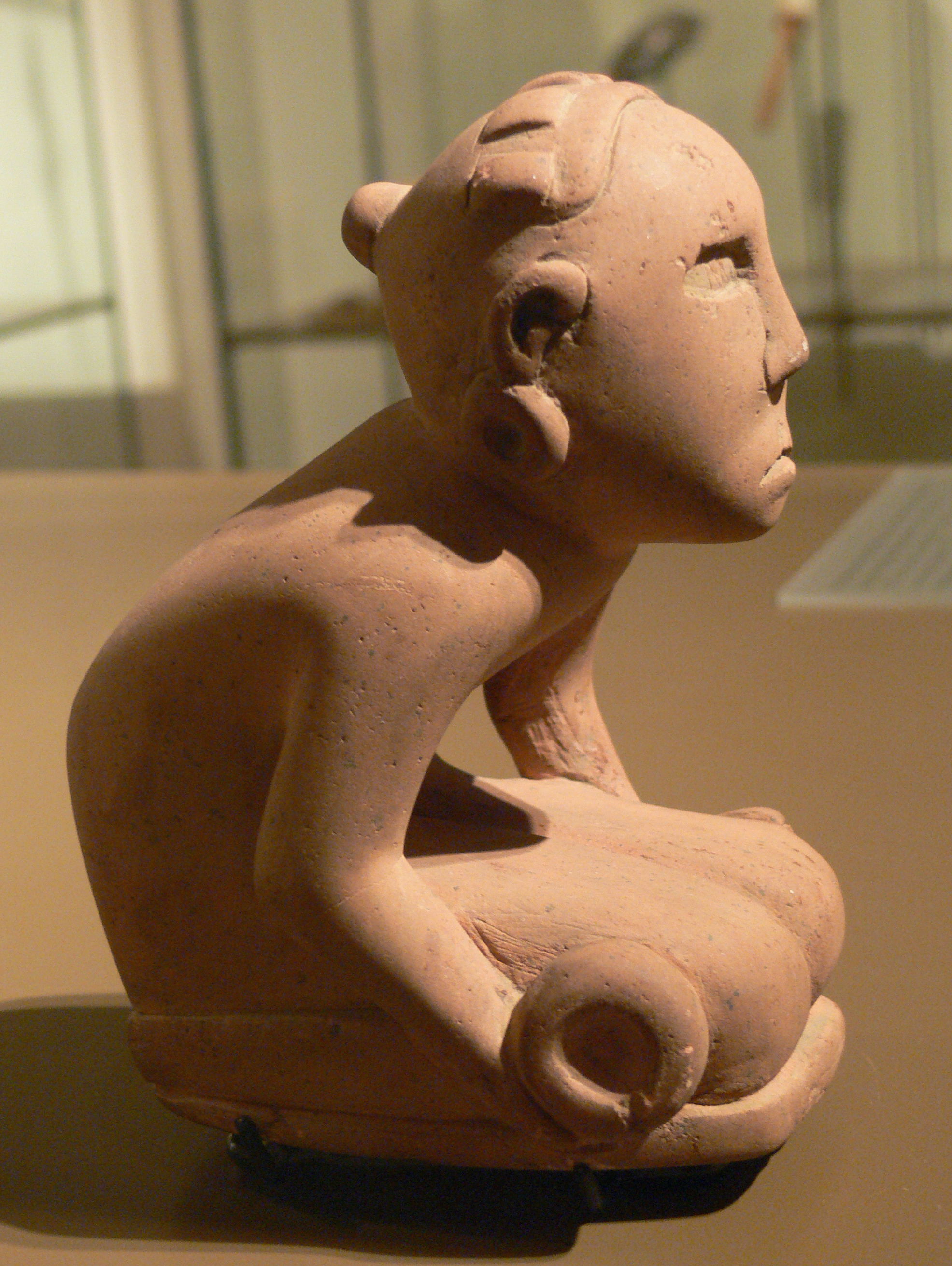
Efigie de tubería Condado de Fulton, Georgia